# Synaphobranchus oregoni
Synaphobranchus oregoni är en fiskart som beskrevs av Castle, 1960. Synaphobranchus oregoni ingår i släktet Synaphobranchus och familjen Synaphobranchidae. IUCN kategoriserar arten globalt som livskraftig. Inga underarter finns listade i Catalogue of Life.